# Kurt Struve
Kurt Gerhard Struve (* 11. Juli 1902 in Hamburg; † 20. September 1986 in Flensburg) war ein deutscher Jurist und leitender Verwaltungsbeamter in Hamburg.

## Leben
Der Sohn eines kaufmännischen Angestellten verbrachte seine Kindheit und Jugendzeit in Hamburg-Rotherbaum und schloss seine Schullaufbahn 1921 am Realgymnasium mit dem Abitur ab. Anschließend studierte er Rechtswissenschaft an den Universitäten Hamburg und Marburg. Er war Mitglied der Studentenverbindung ATV Marburg im ATB. Nach Ablegung des ersten juristischen Staatsexamens 1925 promovierte er 1927 in Hamburg mit der Dissertation „Der Grundsatz der Gleichmäßigkeit der Besteuerung als Rechtsschutz“ zum Dr. jur. Nachdem er 1929 sein zweites juristisches Staatsexamen bestanden hatte, trat er in die Hamburger Verwaltung ein, wo er zunächst bei der Wohlfahrtsbehörde tätig wurde und von 1930 bis 1935 die Abteilung Arbeitsfürsorge leitete. Danach wechselte er in andere Hamburger Behörden und war nach dem Inkrafttreten des Groß-Hamburg-Gesetzes mit der Reorganisation der Hamburger Fürsorgeabteilung und dem Jugendamt beschäftigt.
Struve gehörte von 1928 bis 1933 der DDP an, die  1930 in Deutsche Staatspartei umbenannt wurde. Nach der Machtübergabe an die Nationalsozialisten trat er im November 1933 der SA bei und wurde Anfang Mai 1937 Mitglied der NSDAP.
Ab 1937 war Struve Betriebsführer der NSDAP in der Heil- und Pflegeanstalt Langenhorn. Nach Beginn des Zweiten Weltkrieges leitete er ab Oktober 1939 zum Senatsrat befördert die Allgemeine Verwaltung in der Hamburger Gesundheitsbehörde und wurde Stellvertreter des Gesundheitssenators Friedrich Ofterdinger. Struve reorganisierte die Gesundheitsverwaltung nach wirtschaftlichen Erfordernissen. Er organisierte die Verlegungen von psychisch kranken und geistig behinderten Insassen aus Hamburger Anstalten in NS-Tötungsanstalten im Rahmen der Aktion T4 und führte in diesem Zusammenhang die Meldebogenaktion zur Selektion der zu Deportierenden in Hamburg durch. Von September 1944 bis zum Kriegsende im Mai 1945 leistete Struve Kriegsdienst.
Nach Kriegsende schied Struve Ende Oktober 1945 auf Weisung der britischen Militäradministration aus der Hamburger Verwaltung aus. An seinem Wohnort Reinbek bestritt Struve von 1946 bis 1948 seinen Lebensunterhalt durch eine Beschäftigung in einem Architekturbüro. Anschließend war er bei einem Bauunternehmen beschäftigt und arbeitete nebenberuflich für einen Gewerbebund sowie einen Haus- und Grundbesitzerverein. Zudem stand er zusätzlich der gemeinnützigen Baugenossenschaft Sachsenwald in Reinbek vor. Ein Ermittlungsverfahren gegen die an der Kinder-Euthanasie beteiligten Personen in Hamburg wurde am 19. April 1949 durch die Staatsanwaltschaft Hamburg eingestellt; unter den Beschuldigten befand sich auch Struve. Struve, inzwischen entnazifiziert, erreichte im Oktober 1950 seine Wiedereinstellung bei der Hamburger Verwaltung. Bei der Finanzbehörde unter Walter Dudek tätig, wurde Struve im Juli 1951 als Oberregierungsrat wieder verbeamtet, leitete die Liegenschaftsverwaltung und saß ab 1957 als leitender Regierungsdirektor der Kommission für Bodenordnung vor. Ab 1959 gehörte er dem Gemeinsamen Landesplanungsrat Hamburg/Schleswig-Holstein an und ab 1964 dem Planungsstab der Senatskanzlei. Als Senatsdirektor ging Struve erst 1970 in den Ruhestand, nachdem sein Dienstverhältnis trotz Pensionsgrenze verlängert worden war. Anschließend machte er sich mit einem Kleinunternehmen als Gutachter und Berater für Städtebaufragen selbstständig.
Aufgrund von Protestbriefen von Albert Huth, der zur Zeit des Nationalsozialismus als Bewohner der Alsterdorfer Anstalten Tagebuch führte und zwangssterilisiert wurde, nahm die Hamburger Staatsanwaltschaft Anfang der 1970er Jahre Ermittlungen gegen Struve und den ehemaligen Anstaltsleiter Friedrich Lensch auf. Während das Verfahren gegen Lensch vor Gericht nicht zugelassen wurde, wurde gegen Struve im September 1974 ein Verfahren wegen Beihilfe zum Krankenmord vor dem Landgericht Hamburg angestrengt; jedoch wegen Nichterscheinen Struves am 16. September 1974 zunächst ausgesetzt. Struve befand sich zu diesem Zeitpunkt in stationärer Behandlung. Nach Wiederaufnahme des Verfahrens weinte Struve im Gerichtssaal und gab an, dass es ihm aus Angst nicht möglich gewesen sei, die Anklageschrift zu lesen. Das Verfahren wurde am 17. Oktober 1974 wegen Verhandlungsunfähigkeit Struves eingestellt.